# Operação Acrônimo
Operação Acrônimo é uma operação da Polícia Federal do Brasil que apura um suposto esquema de lavagem de dinheiro para campanhas eleitorais. A operação foi deflagrada em 29 de maio de 2015, em Goiás, Minas Gerais, Rio Grande do Sul e Distrito Federal.  A PF suspeita que 24 empresas foram favorecidas no esquema criminoso investigado nesta operação. Os investigadores listam empreiteiras, associações, gráficas, montadora de automóveis, confederações, companhia aérea e empresas de comunicação que receberam, direta ou indiretamente, recursos do Banco Nacional de Desenvolvimento Econômico e Social (BNDES). Dentre as empresas, estão a OLI, de propriedade de Carolina Pimentel, e a Pepper Interativa, que trabalhou nas campanhas de Dilma Rousseff.

## Fatos relevantes
Em 9 março de 2016, o Superior Tribunal de Justiça (STJ) autorizou a PF a indiciar o governador de Minas Gerais, Fernando Pimentel, do Partido dos Trabalhadores (PT).
Em 15 de abril de 2016, Benedito Oliveira Neto, conhecido por Bené, foi preso preventivamente pela PF.  Bené já havia sido preso na mesma operação em junho, mas posteriormente liberado.
Em 6 de maio de 2016, Fernando Pimentel foi denunciado ao Supremo Tribunal Federal (STF) pela Procuradoria-Geral da República (PGR) por crimes de corrupção e lavagem de dinheiro no âmbito da Operação Acrônimo.
Em 2 de junho de 2016, a Revista Época divulgou que o operador do PT preso pela Polícia Federal, o Bené, revelou em delação premiada desvio de dinheiro em contrato da Presidência para pagar dívida da campanha da ex-presidente Dilma Rousseff.
Em 24 de abril de 2017, a Polícia Federal indiciou a mulher do governador Carolina Pimentel e os secretários da Casa Civil e do Planejamento do governo mineiro como partícipe em corrupção, lavagem de dinheiro e crime eleitoral; os executivos Antonio Maciel, ex-presidente da Caoa, e o presidente do grupo Aliança, Elon Gomes, foram indiciados por falsidade ideológica e crime eleitoral. Também foi indiciado o publicitário Vitor Nicolato, homem de confiança do empresário Benedito de Oliveira.

## Fases da operação

### Primeira fase
Em 29 de maio de 2015, cerca de quatrocentos policiais federais cumpriram noventa mandados de busca e apreensão expedidos pela 10ª Vara da Justiça Federal do DF. Também foi feito o sequestro judicial, em Brasília, de um avião particular, turboélice, avaliado em R$ 2 milhões.

### Segunda fase
Em 25 de junho de 2015, a PF deflagrou a segunda fase da Operação Acrônimo com o cumprimento de dezenove mandados de busca e apreensão em três estados e no DF. Destes, dez mandados foram expedidos para a capital federal, seis para Belo Horizonte, e os outros três para Uberlândia (MG), Rio de Janeiro e São Paulo. Um dos locais onde os agentes da Polícia Federal cumpriram mandado foi um escritório no bairro Serra, em Belo Horizonte, que foi usado como escritório de campanha de Pimentel, em 2014.
O STJ autorizou abertura de inquérito, solicitada pela PF, para apurar o envolvimento do governador de Minas Gerais, Fernando Pimentel, e de sua mulher, Carolina de Oliveira, nos fatos investigados pela Operação Acrônimo.

### Terceira fase
Em 1º de outubro de 2015, a PF deflagrou a terceira fase da operação, cumprindo quarenta mandados de busca e apreensão em Minas Gerais, em São Paulo e no Distrito Federal. Foram cumpridos mandados nos endereços da Odebrecht (atual Novonor), Casino, Gol, CBF e Marfrig.

### Quarta fase
Em 16 de dezembro de 2015, a PF deflagrou uma nova fase da Operação Acrônimo, que apurou esquema de lavagem de dinheiro por meio de sobrepreço e inexecução de contratos com o governo federal desde 2005.  Há suspeita de que os recursos desviados alimentavam campanhas eleitorais, entre elas a do governador Fernando Pimentel. A nova fase da operação ocorreu em São Paulo e no Distrito Federal e correu sob sigilo por determinação do ministro Herman Benjamin, do STJ.

### Quinta fase
Em 5 de maio de 2016, a PF deflagrou nova fase da operação, em que delegados e agentes federais cumpriram dois mandados de busca e apreensão na sede da Odebrecht (atual Novonor) em Brasília e a residência de um executivo da empreiteira da cidade, e intimaram o Ministério do Desenvolvimento, Indústria e Comércio Exterior (MDIC) a apresentar documentos e conduziram coercitivamente Pedro de Medereiros, primo do empresário Benedito Rodrigues de Oliveira Neto, conhecido como Bené.

### Sexta fase
Em 16 de agosto de 2016, a PF deflagrou uma nova fase da operação. Foram cumpridos mandados de busca e apreensão e condução coercitiva nos estados de Minas Gerais e São Paulo. As ações foram autorizadas pelo STJ e visaram uma obra de construção do aeroporto Catarina,que vem sendo construída pela Construtora JHSF, umas das investigadas, em São Roque, na Região Metropolitana de Sorocaba, que foi financiada com recursos do Banco Nacional de Desenvolvimento Econômico e Social (BNDES).

### Sétima fase
Em 13 de setembro de 2016, o STJ autorizou operação tendo como alvo principal um sócio do governador de Minas Gerais, Fernando Pimentel (PT), Felipe Torres, num restaurante Madero, especializado em hambúrgueres gourmet, num shopping de Piracicaba, SP.  Ele foi alvo  de condução coercitiva, busca e apreensão.  Foram dois mandados de condução coercitiva no DF, PR e SP; o segundo foi contra o empresário Sebastião Dutra, da Color Print, que teria emitido notas fiscais falsas para obras no restaurante e para a campanha de Pimentel.

### Oitava fase
Em 15 de setembro de 2016, a PF realizou uma nova fase cumprindo vinte mandados judiciais, sendo onze conduções coercitivas e nove mandados de busca e apreensão no Distrito Federal e nos Estados de São Paulo, Rio de Janeiro e Minas Gerais. A operação focou em dois inquéritos policiais que apuravam dois eventos distintos da investigação. Um deles se referiu à cooptação e pagamento de vantagens indevidas para fraudar licitações no Ministério da Saúde, beneficiando gráfica da propriedade de um dos investigados. O outro foi a interposição de empresa na negociação e pagamento de vantagens indevidas a agente público, para obtenção de financiamentos de projetos no exterior pelo BNDES, nos seguintes países: República Dominicana, Angola, Cuba, Panamá, Gana e México, no interesse de uma grande empreiteira do Brasil.

### Nona fase
Em 23 de setembro de 2016, a PF realizou uma nova fase da operação. O secretário de Estado de Casa Civil e de Relações Institucionais de Minas, Marco Antônio de Rezende Teixeira, foi um dos alvos desta fase da operação, havendo um mandado de condução coercitiva. Também houve mandado de condução coercitiva para Paulo Moura Ramos, atual presidente da Prodemge e sócio de Teixeira.

### Décima fase
Em 21 de outubro de 2016, a PF realizou uma nova fase com mandados de busca e apreensão cumpridos em sindicato de empresas de ônibus, em Belo Horizonte, e em construtoras na capital mineira e no Rio de Janeiro. A nova fase partiu de dados relatados pela publicitária Danielle Fonteles, dona da agência de comunicação Pepper Interativa, em Brasília, em sua delação premiada. A delação foi acertada com a Justiça em março deste ano e cuja mesma relatou que houve movimento de R$ 1,5 milhão em caixa dois em benefício de Fernando Pimentel.

### Décima-primeira fase
Em 27 de outubro de 2016, a PF realizou uma nova fase sendo expedidos ao todo, vinte mandados judiciais, sendo dez de busca e apreensão e dez de condução coercitiva no Distrito Federal e nos Estados de São Paulo, Rio de Janeiro e Minas Gerais. Segundo o órgão, a operação está focada em dois inquéritos policiais que apuram eventos distintos da investigação. Um deles se refere à cooptação e pagamento de vantagens indevidas para que empresa de publicidade elaborasse campanhas educativas do Ministério da Saúde, Ministério das Cidades e Ministério do Turismo nos anos de 2011 e 2012. O outro evento investigado é fraude em licitação da Universidade Federal de Juiz de Fora, vencida pela gráfica de um dos investigados. Posteriormente, o Ministério da Saúde utilizou a mesma ata fraudada, de acordo com as investigações.

### Décima-segunda fase
Em 30 de novembro de 2016, agentes da PF cumpriram mandados de busca e apreensão e condução coercitiva no Estado do Tocantins e no Distrito Federal. A nova fase da operação foi autorizada pelo Tribunal de Justiça do Tocantins (TJ-TO) e as investigações apuram irregularidades em licitações no Detran do Estado. O deputado estadual Eduardo Siqueira Campos (DEM-TO) foi levado para depor.